# Ischnura luta
Ischnura luta là một loài chuồn chuồn kim trong họ Coenagrionidae.
Ischnura luta được miêu tả khoa học năm 2000 bởi Polhemus, Asquith & Miller.